# Palicourea foldatsii
Palicourea foldatsii är en måreväxtart som beskrevs av Julian Alfred Steyermark. Palicourea foldatsii ingår i släktet Palicourea och familjen måreväxter. Inga underarter finns listade i Catalogue of Life.